# 모리오카역
모리오카역(일본어: 盛岡駅, もりおかえき 모리오카에키[*])은 일본 이와테현 모리오카시에 동일본 여객철도, IGR 이와테 은하 철도의 철도역이다. 현재 도호쿠 본선의 종점역이다. 도호쿠 신칸센의 야마비코, 하야테의 최종적인 종착역이다.
이 역 이북으로 하야부사는 정차 패턴이 매우 다양해지며, 하야테는 모든역에 정차한다. 고마치는 이 역에서 하야부사와 분리·병결한다.
또한 2016년 3월 26일 이후, 홋카이도 신칸센의 하야테는 이 역이 시발역이다.

## 승강장
| 기존선 승강장 |                                              |                                            |
| 2             | ■ 야마다 선                                  | 가미요나이・모이치・미야코 방면            |
| 2             | ■ IGR 이와테 은하 철도선（도호쿠 본선 직통） | 고마・이와테누마쿠나이 방면                |
| 3             | ■ 도호쿠 본선（IGR선 직통）                  | 하나마키 ・기타카미・이치노세키 방면       |
| 3             | ■ IGR 이와테 은하 철도선（도호쿠 본선 직통） | 고마・이와테누마쿠나이 방면                |
| 4             | ■ 야마다 선 (일부 열차)                      | 가미요나이・모이치・미야코 방면            |
| 5・6・7       | ■ 도호쿠 본선                                | 하나마키・기타카미・이치노세키 방면        |
| 8・9          | ■ 다자와코 선                                | 시즈쿠이시・다자와코・오마가리 방면        |
| 신칸센 승강장 |                                              |                                            |
| 11・12        | 도호쿠·홋카이도 신칸센                       | 센다이・우쓰노미야・오미야・도쿄 방면      |
| 13            | 도호쿠·홋카이도 신칸센                       | 센다이・우쓰노미야・오미야・도쿄 방면      |
| 13            | 도호쿠·홋카이도 신칸센                       | 하치노헤・신아오모리·신하코다테호쿠토 방면 |
| 14            | 도호쿠·홋카이도 신칸센                       | 하치노헤・신아오모리·신하코다테호쿠토 방면 |
| 14            | ■ 아키타 신칸센                              | 다자와코・오마가리・아키타 방면            |

## 연혁
- 1890년 11월 1일 : 모리오카 역 개업
- 1923년 10월 10일 : 야마다 선 완전 개통
- 1970년 10월 1일 : 모리오카 여행 센터 설치
- 1982년 6월 23일 : 도호쿠 신칸센 부분 개통
- 1997년 3월 22일 : 아키타 신칸센 완전 개통
- 2002년 12월 1일 : 도호쿠 신칸센 하치노헤까지 개통
- 2010년 12월 4일 : 도호쿠 신칸센 신아오모리까지 완전 개통